# Lulu Sun
Lulu Sun (ur. 14 kwietnia 2001 w Te Anau jako Lulu Radovcic) – nowozelandzka tenisistka, od lipca 2018 do marca 2024 roku reprezentująca Szwajcarię, finalistka Australian Open 2018 w grze podwójnej dziewcząt. Córka Chinki i Chorwata.

## Kariera tenisowa
W swoim dorobku ma wygranych siedem turniejów w grze pojedynczej i cztery w grze podwójnej rangi ITF. 9 września 2024 zajmowała najwyższe miejsce w rankingu singlowym WTA Tour – 39. pozycję, natomiast 6 maja 2024 osiągnęła najwyższą pozycję w rankingu deblowym – 219. miejsce.
Jako juniorka osiągnęła finał Australian Open 2018 w grze podwójnej dziewcząt. Razem z Violet Apisah przegrały w meczu mistrzowskim z parą Liang En-shuo–Wang Xinyu 6:7(4), 6:4, 5–10.
W marcu 2024 ogłosiła, że od tego momentu będzie występować w barwach kraju swojego urodzenia - Nowej Zelandii. Reprezentując ten kraj wystąpiła na Letnich Igrzyskach Olimpijskich w Paryżu. Przegrała jednak w pierwszej rundzie singla i debla.
Jako kwalifikantka osiągnęła ćwierćfinał Wimbledonu 2024 w grze pojedynczej, przegrywając w tej fazie turnieju z Chorwatką Donną Vekić.
W sierpniu 2024 roku osiągnęła pierwszy finał turnieju WTA, rangi WTA 500 w Monterrey. W decydującym meczu musiała uznać wyższość Lindy Noskovej.

## Życie prywatne
Urodziła i wychowała się jako Lulu Radovcic w małym miasteczku Te Anau w Nowej Zelandii. Jej matka jest Chinką, a ojciec Chorwatem. Na krótko przeprowadziła się do Szanghaju, po czym w wieku pięciu lat przeniosła się do Szwajcarii. Lulu po rozwodzie swoich rodziców zmieniła nazwisko na Sun, nazwisko panieńskie swojej matki. Sun mówi trzema językami: angielskim, francuskim i mandaryńskim. Studiowała nauki polityczne na University of Texas, gdzie poprowadziła drużynę tenisową do mistrzostw NCAA i ukończyła studia w trzy, a nie cztery lata.

## Finały turniejów WTA
| Legenda                   | Legenda |
| ------------------------- | ------- |
| Wielki Szlem              |         |
| Igrzyska olimpijskie      |         |
| WTA Tour Championships    |         |
| od 2021                   |         |
| WTA 1000 (obowiązkowe)    |         |
| WTA 1000 (nieobowiązkowe) |         |
| WTA 500                   |         |
| WTA 250                   |         |
| WTA 125                   |         |

### Gra pojedyncza 1 (0–1)
| Końcowy wynik | Nr | Data             | Turniej   | Nawierzchnia | Przeciwniczka | Wynik finału |
| ------------- | -- | ---------------- | --------- | ------------ | ------------- | ------------ |
| Finalistka    | 1. | 24 sierpnia 2024 | Monterrey | Twarda       | Linda Nosková | 6:7(6), 4:6  |

## Finały turniejów WTA 125

### Gra podwójna 1 (0–1)
| Końcowy wynik | Nr | Data        | Turniej | Nawierzchnia | Partnerka        | Przeciwniczki                    | Wynik finału |
| ------------- | -- | ----------- | ------- | ------------ | ---------------- | -------------------------------- | ------------ |
| Finalistka    | 1. | 2 maja 2025 | Vic     | Ceglana      | Leylah Fernandez | Bianca Andreescu Aldila Sutjiadi | 2:6, 4:6     |

## Finały turniejów ITF
| turnieje z pulą nagród 100 000 $ (W100) |
| turnieje z pulą nagród 80 000 $ (W80)   |
| turnieje z pulą nagród 60 000 $ (W75)   |
| turnieje z pulą nagród 40 000 $ (W50)   |
| turnieje z pulą nagród 25 000 $ (W35)   |
| turnieje z pulą nagród 15 000 $ (W15)   |

### Gra pojedyncza 12 (7–5)
| Rezultat     |    | Data       | Turniej         | ($)     | Naw.          | Przeciwniczka       | Wynik            |
| Finalistka   | 1. | 07/0/2017  | Nonthaburi      | 15 000  | Twarda        | Choi Ji-hee         | 2:6, 3:6         |
| Zwyciężczyni | 1. | 17/02/2019 | Port Pirie      | 15 000  | Twarda        | Jennifer Elie       | 6:2, 6:3         |
| Zwyciężczyni | 2. | 24/02/2019 | Perth           | 15 000  | Twarda        | Jennifer Elie       | 7:6(1), 6:3      |
| Finalistka   | 2. | 22/11/2020 | Szarm el-Szejk  | 15 000  | Twarda        | Joanna Garland      | 5:7, 3:6         |
| Zwyciężczyni | 3. | 13/12/2020 | Monastyr        | 15 000  | Twarda        | Carole Monnet       | 6:0, 2:6, 6:2    |
| Finalistka   | 3. | 04/07/2021 | Palma del Río   | 25 000  | Twarda        | Rebeka Masarova     | 3:6, 6:1, 6:7(4) |
| Zwyciężczyni | 4. | 11/07/2021 | Lizbona         | 25 000  | Twarda        | Ellen Perez         | 6:4, 6:4         |
| Finalistka   | 4. | 22/01/2023 | Boca Raton      | 25 000  | Ceglana       | Renata Zarazúa      | 2:6, 5:7         |
| Zwyciężczyni | 5. | 13/08/2023 | Brasília        | 80 000  | Twarda        | Léolia Jeanjean     | 6:4, 4:6, 6:2    |
| Finalistka   | 5. | 15/10/2023 | Rancho Santa Fe | 60 000  | Twarda        | Julija Starodubcewa | 5:7, 3:6         |
| Zwyciężczyni | 6. | 18/02/2024 | Roehampton      | 40 000  | Twarda (hala) | Heather Watson      | 7:5, 7:5         |
| Zwyciężczyni | 7. | 05/05/2024 | Bonita Springs  | 100 000 | Ceglana       | Maya Joint          | 6:1, 6:3         |

### Gra podwójna 10 (4–6)
| Rezultat     |    | Data       | Turniej          | ($)     | Naw.          | Partnerka                | Przeciwniczki                                | Wynik                 |
| Finalistka   | 1. | 05/01/2019 | City of Playford | 25 000  | Twarda        | Amber Marshall           | Giulia Gatto-Monticone Anastasia Grymalska   | 2:6, 3:6              |
| Finalistka   | 2. | 07/11/2020 | Szarm el-Szejk   | 15 000  | Twarda        | Valentina Ryser          | Ksienija Łaskutowa Darja Miszyna             | 6:7(3), 7:6(2), 10–12 |
| Finalistka   | 3. | 14/11/2020 | Szarm el-Szejk   | 15 000  | Twarda        | Valentina Ryser          | Elina Awanesian Iryna Szymanowicz            | 4:6, 1:6              |
| Finalistka   | 4. | 02/07/2021 | Palma del Río    | 25 000  | Twarda        | Himari Sato              | Eri Hozumi Walerija Sawinych                 | 6:7(6), 3:6           |
| Zwyciężczyni | 1. | 14/05/2022 | Saint-Gaudens    | 60 000  | Ceglana       | Fernanda Contreras Gómez | Walendini Gramatikopulu Anastasija Tichonowa | 7:5, 6:2              |
| Zwyciężczyni | 2. | 04/02/2023 | Rome             | 60 000  | Twarda (hala) | Fanny Stollár            | Mana Ayukawa Gabriela Knutson                | 6:3, 6:0              |
| Finalistka   | 5. | 15/07/2023 | Corroios         | 25 000  | Twarda        | Sofia Costoulas          | Talia Gibson Petra Hule                      | 3:6, 6:3, 6–10        |
| Zwyciężczyni | 3. | 02/03/2024 | Trnawa           | 40 000  | Twarda (hala) | Moyuka Uchijima          | Weronika Falkowska Fanny Stollár             | 6:4, 7:6(3)           |
| Finalistka   | 6. | 16/03/2024 | Říčany           | 60 000  | Twarda (hala) | Fanny Stollár            | Gabriela Knutson Tereza Valentová            | 4:6, 6:3, 4–10        |
| Zwyciężczyni | 4. | 05/05/2024 | Bonita Springs   | 100 000 | Ceglana       | Fanny Stollár            | Walendini Gramatikopulu Wałerija Strachowa   | 6:4, 7:5              |

## Występy w igrzyskach olimpijskich

### Gra pojedyncza
| Runda                                                                                | Przeciwniczka               | Wynik    |
| ------------------------------------------------------------------------------------ | --------------------------- | -------- |
|                                                                                      |                             |          |
| Letnie Igrzyska Olimpijskie w Paryżu 2024, reprezentując państwo Nowa Zelandia [Alt] |                             |          |
| I runda                                                                              | Ukraina: Marta Kostiuk [12] | 4:6, 3:6 |

### Gra podwójna
| Runda                                                                          | Partnerka      | Przeciwniczki                             | Wynik    |
| ------------------------------------------------------------------------------ | -------------- | ----------------------------------------- | -------- |
|                                                                                |                |                                           |          |
| Letnie Igrzyska Olimpijskie w Paryżu 2024, reprezentując państwo Nowa Zelandia |                |                                           |          |
| I runda                                                                        | Erin Routliffe | Włochy: Sara Errani / Jasmine Paolini [5] | 2:6, 3:6 |

## Finały juniorskich turniejów wielkoszlemowych

### Gra podwójna (1)
| Końcowy wynik | Rok  | Turniej         | Nawierzchnia | Partnerka     | Przeciwniczki            | Wynik finału      |
| Finalistka    | 2018 | Australian Open | Twarda       | Violet Apisah | Liang En-shuo Wang Xinyu | 6:7(4), 6:4, 5–10 |